# Lampetis melancholica
Lampetis melancholica es una especie de escarabajo del género Lampetis, familia Buprestidae. Fue descrita científicamente por Fabricius en 1798.